# Pyramid Song
Pyramid Song è un singolo dei Radiohead, primo estratto dal quinto album in studio Amnesiac. È stato pubblicato il 16 maggio 2001 in Giappone e cinque giorni dopo nel Regno Unito.

## Singolo
La canzone incomincia con degli spettrali accordi di piano (scritti da Yorke) con la chitarra di Greenwood in sottofondo (suonata con l'archetto), ai quali si aggiungono poi le percussioni e gli archi. Il ritmo della canzone è decisamente insolito ed è stato elemento di discussioni per molti fan della band. Una teoria al riguardo ipotizza che il titolo della canzone sia derivato geometricamente alla lunghezza delle note che la compongono (vedi curiosità in fondo). Le linee degli archi (compresa la melodia che si sente all'inizio del brano cantata in falsetto da Yorke e poi riprodotta a metà del brano) furono create da Greenwood.
Il testo è ispirato alla mitologia egizia dell'oltretomba, si parla di un possibile contatto con lo spirito dell'intero Universo, una specie di paradiso ma privo di una divinità, dove si possono ritrovare tutte le persone che si sono amate e perdute durante la vita, e dove immergersi in un'eternità senza fine. Il punto di contatto con questa realtà sarebbe un fiume, citato nel primo verso delle due strofe della canzone.
Altri invece affermano che il testo contenga riferimenti all'Inferno di Dante, più precisamente al Canto III.
Il frontman del gruppo, Thom Yorke, ha scritto il testo dopo una visita a una mostra sull'arte egiziana, durante una vacanza a Copenaghen nel 1999. Riguardo a questo, intervistato da MTV ha detto: 

## Tracce
CD 1 Regno Unito
1. Pyramid Song – 4:51
2. The Amazing Sounds of Orgy – 3:38
3. Trans-Atlantic Drawl – 3:02

CD 2 Regno Unito
1. Pyramid Song – 4:51
2. Fast-Track – 3:17
3. Kinetic – 4:06

Vinile da 12 pollici Regno Unito
1. Pyramid Song – 4:51
2. Fast-Track – 3:17
3. The Amazing Sounds of Orgy – 3:38

CD Europa
1. Pyramid Song – 4:51
2. The Amazing Sounds of Orgy – 3:38
3. Trans-Atlantic Drawl – 3:02
4. Kinetic – 4:06

CD Giappone
1. Pyramid Song – 4:51
2. Fast-Track – 3:19
3. The Amazing Sounds of Orgy – 3:38
4. Trans-Atlantic Drawl – 3:03
5. Kinetic – 4:05

## Curiosità
- Pyramid Song ha un tempo di 16/8 (3+3+4+3+3), pensando al 3 come a un triangolo e al 4 come un quadrato, il tempo forma: triangolo, triangolo, quadrato, triangolo, triangolo. La successione di queste figure piane dà origine alla figura solida della piramide. Questo confermerebbe la teoria (elaborata negli anni dai fan) secondo la quale il nome della canzone sarebbe ispirato geometricamente alla lunghezza delle note che la compongono (vedi sopra).

Una trascrizione tecnicamente più corretta tuttavia è costituita da due periodi metrici che costruiscono l'ossatura del pezzo dall'inizio alla fine e così articolate:
15/8+9/8+15/8+9/8 seguita da 9/8+15/8+9/8+15/8
Questo ciclo come si nota non è casuale ma è costituito da due semifrasi a specchio o palindrome e che all'ascolto calzano con perfetta coerenza con i movimenti armonici.
Inoltre utilizzando il metro di 16/8 sopra ipotizzato si incorrerebbe nella situazione di "terzine nelle terzine" con problemi di notevole appesantimento della notazione della parte di batteria.
La canzone è citata nel videogioco Cyberpunk 2077 di CD Projekt RED: il personaggio di Judy Alvarez ha sul braccio un tatuaggio con la frase "There was nothing to fear and nothing to doubt".

## Riconoscimenti
Pyramid Song è al 59º posto nella Top 500 Tracks of the 2000s (migliori 500 canzoni degli anni 2000) stilata da Pitchfork.

## Classifiche
| Classifica (2001) | Posizione massima |
| ----------------- | ----------------- |
| Australia         | 25                |
| Austria           | 57                |
| Belgio (Fiandre)  | 67                |
| Belgio (Vallonia) | 62                |
| Canada            | 2                 |
| Finlandia         | 6                 |
| Francia           | 19                |
| Germania          | 98                |
| Irlanda           | 10                |
| Italia            | 6                 |
| Norvegia          | 3                 |
| Paesi Bassi       | 23                |
| Regno Unito       | 5                 |
| Svezia            | 59                |
| Svizzera          | 99                |